# Сек, Ибраима
Ибраима Халилула Сек (фр. Ibrahima Khaliloulah Seck; род. 10 августа 1989, Баргни, Дакар) — сенегальский футболист, опорный полузащитник «Кретея» и сборной Сенегала. Участник Олимпийских игр 2012 года в Лондоне.

## Клубная карьера
Сек начал профессиональную карьеру на родине в клубе «Якаар». В 2009 году Ибраима переехал во Францию, где подписал контракт с клубом «Эпиналь». По итогам первого сезона он помог команде выйти из любительской лиги в Лигу 3. Ибраима стал одним из лидеров команды и провёл все три сезона почти без замен. Летом 2012 года он перешёл в «Кретей». 14 сентября в матче против «Люзнака» Сек дебютировал за новую команду. 19 октября в поединке против «Этоэль Фрю Сан-Рафаэль» он забил свой первый гол за «Кретей». По итогам сезона Ибраима помог команде подняться дивизионом выше. 2 августа 2013 года в матче против «Нима» Сек дебютировал в Лиге 2.
После нескольких удачных сезонов Сек перешёл в «Осер». 7 августа 2015 года в матче против «Валансьена» он дебютировал за новую команду. 11 декабря в поединке против «Сошо» Ибраима забил свой первый гол за «Осер».
Летом 2016 года Сек перешёл в бельгийский Васланд-Беверен. 30 июля в матче против «Шарлеруа» он дебютировал в Жюпиле лиге. 13 августа в поединке против «Генка» Ибраима забил свой первый гол за новую команду.

## Международная карьера
В 2012 году Сек в составе олимпийской сборной Сенегала принял участие в Олимпийских играх в Лондоне. на турнире он сыграл в матче против команды ОАЭ.
31 мая 2014 года в товарищеском матче против сборной Колумбии Сек дебютировал за сборную Сенегала.